# Kanton Marignane
Kanton Marignane (fr. Canton de Marignane) je francouzský kanton v departementu Bouches-du-Rhône v regionu Provence-Alpes-Côte d'Azur. Skládá se ze dvou obcí.

## Obce kantonu
- Marignane
- Saint-Victoret